# Málaga del Fresno
Málaga del Fresno es un municipio y localidad española de la provincia de Guadalajara, en la comunidad autónoma de Castilla-La Mancha. El término municipal tiene una población de 170 habitantes (INE 2024).

## Historia
A mediados del siglo XIX, el lugar contaba con una población censada de 204 habitantes. La localidad aparece descrita en el undécimo volumen del Diccionario geográfico-estadístico-histórico de España y sus posesiones de Ultramar de Pascual Madoz de la siguiente manera:

MALAGA: v. con ayunt. en la prov.de Guadalajara (3 leg.), part. jud. de Tamajon (4), aud. terr. de Madrid (10), c. g. de Castilla la Nueva, dióc. de Toledo (22): sit. en una llanura, con libre ventilacion y clima sano; las enfermedades mas comunes, son fiebres intermitentes: tiene 125 casas; la de ayunt. que sirve de cárcel y granero del pósito; escuela de instruccion primaria frecuentada por 65 alumnos de ambos sexos á cargo de un maestro dotado con 2,200 rs.; una igl. parr. (San Justo y Pastor) servida por un cura cuya plaza es de primer ascenso y de provision en concurso. térm. confina con los de Malaguilla, Fuente la Higuera y Mohernando; dentro de él se encuentran dos fuentes de buenas aguas y algunos pozos: varios manantiales, uno de los que proporciona riego á diferentes trozos de vega; dos bonitas y estensas alamedas pobladas de olmos; 2 ermitas (La Soledad y San Miguel) y el desp. de Fresno reducido á 5 casas, una bodega con su cocedero, y una ermita, sit. todo en medio de un monte de 5 leg. de circunferencia, propiedad del duque del Infantado: el terreno llano en su mayor parte con algunas quebradas y barrancos, es de regular calidad: comprende, ademas de las precitadas alamedas y monte de Fresno, una deh. boyal poblada de roble. caminos: los que dirigen á los pueblos limítrofes. correo: se recibe y despacha en la adm. de Guadalajara, por un cartero que nombra el ayunt. prod.: trigo, cebada, centeno, avena, vino, aceite, patatas, melones, buen garbanzo, algarroba y hortalizas; lenas de combustible y carboneo y buenas yerbas de pasto, con las que se mantiene ganado lanar, cabrio, vacuno y de cerda; hay caza de liebres, conejos y perdices. ind.: la agrícola y un molino aceitero. comercio: esportacion del sobrante de frutos, ganado y lana, é importacion de los art. de consumo que faltan. pobl.: 118 vec., 204 alm. cap. prod.: 1.758,890 rs. imp.: 158,300. contr.: 10,432. presupuesto municipal 2,200 rs., se cubre con los fondos de propios y arbitrios.
(Madoz, 1848, p. 109)

## Demografía
Málaga del Fresno cuenta con una población de 170 habitantes (INE 2024).
| Gráfica de evolución demográfica de Málaga del Fresno entre 1842 y 2021                                             |
| |
| Población de derecho según los censos de población del INE Población de hecho según los censos de población del INE |

| 241           | 223 | 193 | 198 | 201 | 194 |
| (Fuente: INE) |     |     |     |     |     |